# Unione Sportiva Avellino 1951-1952
Questa voce raccoglie le informazioni riguardanti l'Unione Sportiva Avellino nelle competizioni ufficiali della stagione 1951-1952.

## Rosa
| N. |                   | Ruolo | Calciatore\|        |
| -- | ----------------- | ----- | ------------------- |
|    | Italia (bandiera) | P     | Bianchini           |
|    | Italia (bandiera) | D     | Giovannini          |
|    | Italia (bandiera) | D     | M. Grillo           |
|    | Italia (bandiera) | D     | Tofani              |
|    | Italia (bandiera) | D     | Zamperlin           |
|    | Italia (bandiera) | C     | Armo Agosto         |
|    | Italia (bandiera) | C     | Giovanni Chiricallo |
|    | Italia (bandiera) | C     | Flegar              |
|    | Italia (bandiera) | C     | Lucchesi            |
|    | Italia (bandiera) | C     | Melussio            |
|    | Italia (bandiera) | A     | Aliprandi           |

| N. |                   | Ruolo | Calciatore         |
| -- | ----------------- | ----- | ------------------ |
|    | Italia (bandiera) | A     | Renato Bertolini   |
|    | Italia (bandiera) | A     | Renosto            |
|    | Italia (bandiera) | A     | Giuseppe Rodomonti |
|    | Italia (bandiera) | A     | Triburzio          |
|    | Italia (bandiera) | A     | Varutto            |
|    | Italia (bandiera) | A     | Voliani            |
|    | Italia (bandiera) |       | Cavalli            |
|    | Italia (bandiera) |       | Da Dalto           |
|    | Italia (bandiera) |       | Esposito           |
|    | Italia (bandiera) |       | Milani             |